# Шейкино (Торопецкий район)
Шейкино — деревня в Торопецком районе Тверской области. Входит в состав Реча́нского сельского поселения.

## История
На топографической карте Фёдора Шуберта 1867 — 1901 годов обозначена деревня Шейкина. Имела 5 дворов.
В списке населённых мест Псковской губернии за 1885 год значится деревня Шейкино (№ 12391). Располагалась при реке Гречице (сейчас Гречиха) в 20 верстах от уездного города. Входила в состав Понизовской волости Торопецкого уезда. Имела 6 дворов и 63 жителя (из них 33 мужчины и 30 женщин).
На карте РККА 1923—1941 годов обозначена деревня Шейкино. Имела 21 двор.

## География
Деревня расположена на юго-западном берегу озера Грядецкое (бассейн Торопы). Восточная часть примыкает к деревне Грядцы. Расстояния (по автодорогам):
- До районного центра, города Торопец — 27 км.
- До центра сельского поселения, деревни Речане — 19 км.

Климат
Деревня, как и весь район, относится к умеренному поясу северного полушария и находится в области переходного климата от океанического к материковому. Лето с температурным режимом +15…+20 °С (днём +20…+25 °С), зима умеренно-морозная −10…−15 °С; при вторжении арктических воздушных масс до −30…-40 °С.
Среднегодовая скорость ветра 3,5—4,2 метра в секунду.
Часовой пояс
Деревня Шейкино, как и вся Тверская область, находится в часовой зоне МСК (московское время). Смещение применяемого времени относительно UTC составляет +3:00.

## Население
| 2010 |
| ---- |
| 8    |

В 2002 году население деревни составляло 18 человек.
Национальный состав
Согласно результатам переписи 2002 года, в национальной структуре населения русские составляли 100 % от жителей.